# David Garrick

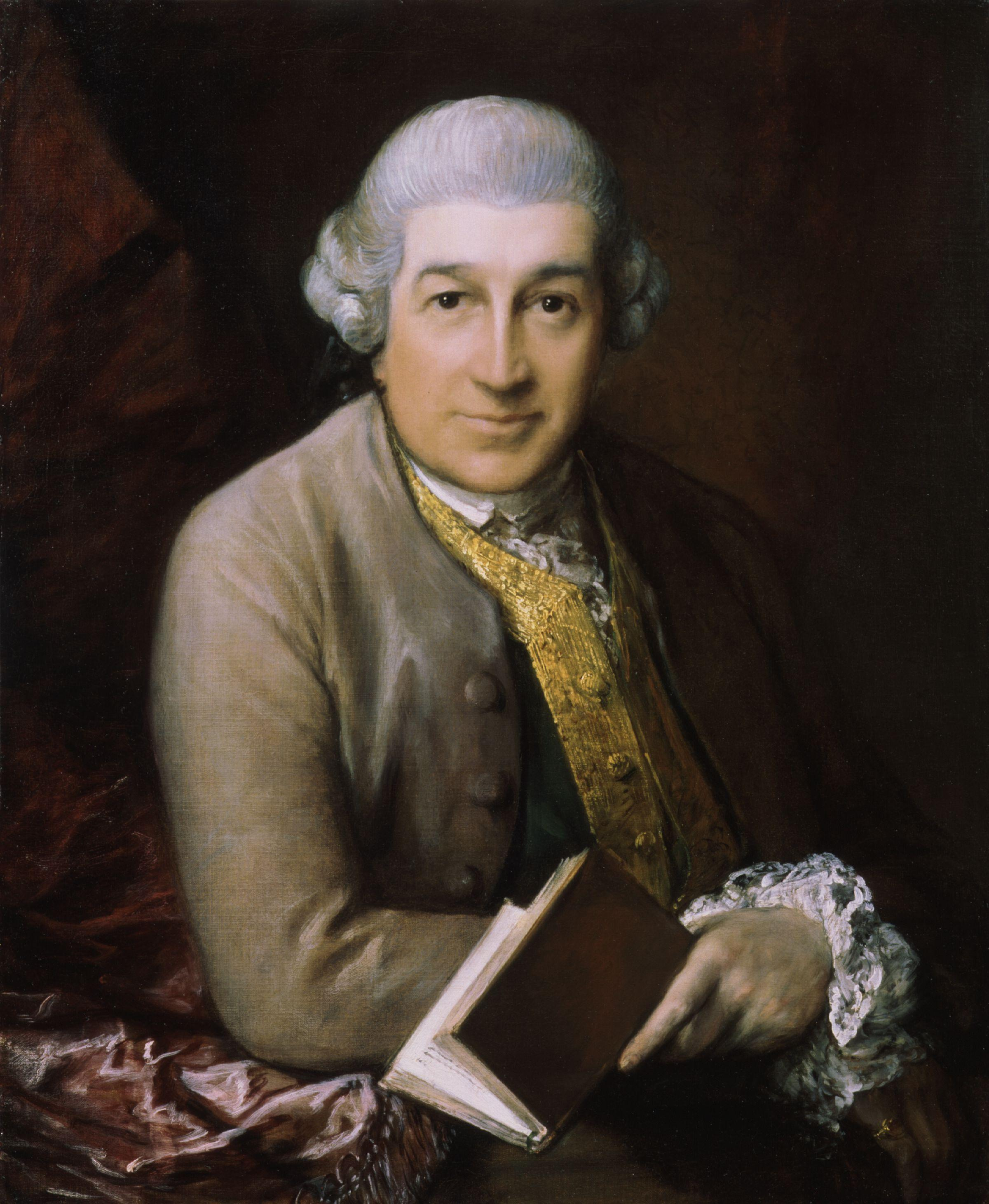
David Garrick porträtterad av Thomas Gainsborough.

David Garrick, född 19 februari 1717 i Hereford i Herefordshire, död 20 januari 1779 i London, var en brittisk skådespelare och teaterchef.

## Biografi
David Garricks far var officer av franskt hugenottursprung och hans mor irländska. Han studerade först juridik men etablerade sig tidigt som vinhandlare i London. Garrick gjorde en bejublad scendebut den 19 oktober 1741 i rollen som Richard III på Goodman's Fields Theatre i Londons East End, varpå han 1742-1745 var engagerad vid Drury Lane-teatern med en ständigt växande popularitet.
Åren 1745-1746 ledde Garrick tillsammans med Thomas Sheridan Smock Alley-teatern i Dublin, var 1746-1747 anställd vid Covent Garden-teatern, innan han 1747 blev delägare och direktör för Drury Lane-teatern i London, som han sedan ledde med stor framgång fram till 1776.
Han gav skådespelarkonsten en mer naturlig stil och införde en del betydande förändringar, som till exempel dold scenbelysning och förbud för publiken att befinna sig på scenen. 
Bland Garricks glansroller märks Richard III, Hamlet, Romeo i Romeo och Julia, Kung Lear, Othello, Benedikt i Mycket väsen för ingenting, Abel Drugger i Alkemisten, Kung Johan, Antonius i Antonius och Kleopatra, Lord Ogeleby i Det hemliga äktenskapet samt Beverley i Spelaren. 
David Garrick var även en framgångsrik komediförfattare. Hans Dramatic works utgavs 1768, hans Poetical works utkom postumt 1785. 1831-32 utgavs Garricks Private correspondence i två band.
Garrick var medlem av Samuel Johnsons Literary Club. Han drog sig tillbaka från scenen 1766 men fortsatte som teaterchef. 
David Garrick dog 1779 och är begravd i Westminster Abbey i London.

## Eftermäle
År 1937 hade filmen En natt på värdshuset premiär, regisserad av James Whale. Det är en fiktiv berättelse om Garricks karriär och liv, med Brian Aherne i rollen som Garrick.